# ダゲスタン共和国

ダゲスタン共和国
Респу́блика Дагеста́н

ダゲスタン共和国（ダゲスタンきょうわこく、アゼルバイジャン語: Дағыстан Республикасы、アヴァル語: Дагъистанлъул ДжумхIурият, アヴァル語ラテン翻字: Daɣistanłul Džumħuriyat）は、北カフカース地方とカスピ海の間にあるロシア連邦を構成する共和国の内の一つである。首都はマハチカラ。
隣接する連邦構成主体はカルムイク共和国、スタヴロポリ地方、チェチェン共和国、またジョージア、アゼルバイジャンとも隣接する。北部にはテレク川が流れる。首都マハチカラから北にはアグラハン半島が突き出し、その先にはチェチェン島がカスピ海に浮かぶ。

## 国名
国名はトルコ語で山を意味する"dağ"にペルシャ語の地名の接尾辞である"-stān"（スターン）が付いて「山が多い場所」を意味する。山岳地帯が人々の自由な行き来を妨げたため、非常に多様な民族が混在し今でも部族的な生活を送っている。それぞれの正式名称は以下の通り。
- ロシア語: Респу́блика Дагеста́н (Respublika Dagestan)
- アヴァル語: Дагъистаналъул Жумгьурият

(Daġistanałul Jumhuriyat)
- ダルギン語: Дагъистан Республика

(Daġistanes Respublika)
- クムク語: Дагъыстан Жумгьурият

(Dağıstan Cumhuriyat)
- レズギ語: Республика Дагъустан

(Respublika Daġustan)
- ラク語: Дагъусттаннал Республика

(Daġusttannal Respublika)
- タバサラン語: Дагъустан Республика

(Daġustan Respublika)
- ルトゥル語: Республика Дагъустан

(Respublika Daġustan)
- アグール語: Республика Дагъустан

(Respublika Daġustan)
- ノガイ語: Дагыстан Республикасы

(Dağıstan Respublikası)
- チェチェン語: Дегӏестан Республика

(Deġestan Respublika)
- アゼルバイジャン語: Дағыстан Республикасы/Dağıstan Respublikası/داغیستان رئسپوبلیکاسی
- タート語: Республикей Догъисту

(Respublikei Doġistu)

## 政治
首長は、ロシア連邦内ダゲスタン共和国における政府の最高位の官職であり、クレムリンより任命される。2003年7月10日に、ダゲスタン国会によって採択された憲法により元首格ポストとして大統領職が創設されたが、その後ロシア国内の共和国の首長が「大統領」を名乗る事は禁じられることとなり、ダゲスタンでは2014年1月1日以降「首長」に役職名が変更された。

## 歴史
- 古代からクラ・アラクセス文化（英語版）（紀元前3400年 - 紀元前2000年）が栄えていた。カフカス・アルバニア王国（紀元前2000年 - 8世紀）時代には、紀元前4世紀までは南コーカサスのデルベントを王都としていたが、その後は新首都カバラ（英語版）を中心に繁栄した。
- アルメニアの歴史家モヴセス・カガンカトヴァツィ（英語版）によれば、東ローマ・サーサーン戦争へ西突厥が介入した第三次ペルソ・テュルク戦争（627年 - 629年）がデルベントで起こった。裏で行なわれていたニネヴェの戦い (627年)が中東の軍事バランスを変えたことによってイスラーム教徒のペルシア征服（633年 - 644年）が成功した。この介入戦争が世界史に与えた影響は非常に大きなものである。
- 654年に正統カリフの支配下に入った。アラブ人がシルクロードを支配したため、ハザール・カガン国との間でアラブ・ハザール戦争（642年 - 799年）が始まり、ウマイヤ朝やアッバース朝の時代まで戦争が続いた。
- 12世紀にはキリスト教国の「Sarir」が没落した。
- モンゴル帝国のグルジア・アルメニア侵攻
  - 1223年、カルカ河畔の戦い
- フンザフ（英語版）を王都とするアヴァール・ハン国（13世紀初頭–1864年）が成立。
- コーカサス戦争
  - イマーム国（英語版）（1828年–1859年）
- チェチェン紛争
  - 第一次チェチェン紛争
  - 第二次チェチェン紛争
    - ダゲスタン侵攻 (1999年)（英語版）
- 2022年ロシアのウクライナ侵攻では、ウクライナに向けて多数のダゲスタン共和国出身の兵士が動員され、同年8月時点で267人が死亡した[1]。同年9月に限定的な動員令が出されると、逮捕者100人以上を出す抗議デモも起こった[2]。
- 2024年6月23日、首都マハチカラと、同市から約120キロ離れた南部デルベントで宗教施設を攻撃するテロが発生。警官15人と教会の司祭1人が銃撃され死亡した[3]。

## 住民
ダゲスタン共和国の民族構成 (2021)
宗教構成 (2012)

言語エリア

ダゲスタンに住む民族のうち、ダゲスタン国民を構成する主たる民族とされる10の民族は、コーカサス諸語の民族であるアグール人、アヴァール人、ダルギン人、ラク人、レズギ人、ルトゥル人、タバサラン人、ツァフル人、およびテュルク系民族のクムイク人とノガイ人である。住民のほとんどはムスリムである。
1999年、ダゲスタン共和国はシャミル・バサエフが率いるチェチェンのイスラム原理主義グループの攻撃を受けた。それはロシア連邦によるチェチェン共和国侵攻の一因ともなっている。また、有名なムスリムの指導者であるイマーム・シャミールはダゲスタン共和国の出身である。

## 標準時
この地域は、モスクワ時間帯の標準時を使用している。時差はUTC+3時間で、夏時間はない。（2011年3月までは、標準時がUTC+3で夏時間がUTC+4、同年3月から2014年10月までは通年UTC+4であった）

## スポーツ
ダゲスタン共和国では格闘技が非常に盛んであり、総合格闘技では無敗のまま引退した元UFC世界ライト級王者のハビブ・ヌルマゴメドフ、ヌルマゴメドフの幼馴染であり同じく元UFC世界ライト級王者のイスラム・マカチェフを筆頭に、現UFC世界ライトヘビー級王者のマゴメド・アンカラエフ、バンタム級のウマル・ヌルマゴメドフ、現Bellator世界ライト級王者のウスマン・ヌルマゴメドフ等がいる。
ボクシングでは元WBAスーパー・WBC・IBF・WBO世界ライトヘビー級統一王者のアルツール・ベテルビエフ、現WBA世界ブリッジャー級王者のムスリム・ガジマゴメドフ、2020年東京五輪・男子ボクシングフェザー級金メダリストで元WBA世界スーパーフェザー級暫定王者のアルベルト・バティルガジエフ等がいる。
レスリングでは1996年アトランタ五輪・男子フリースタイル74kg級、2004年アテネ五輪・男子フリースタイル74kg級、2008年北京五輪・男子フリースタイル74kg級金メダリストのブバイサ・サイティエフ、2016年リオ五輪・男子フリースタイル86kg級、2021年東京五輪・男子フリースタイル97kg級金メダリストのアブドゥルラシド・サドゥラエフ、柔道では2012年ロンドン五輪・柔道100kg級金メダリストのタギル・ハイブラエフ等がいる。

## 出身者

### 総合格闘家
- ハビブ・ヌルマゴメドフ - 元UFC世界ライト級王者
- イスラム・マカチェフ - 元UFC世界ライト級王者
- マゴメド・アンカラエフ - 現UFC世界ライトヘビー級王者
- ウスマン・ヌルマゴメドフ - 現Bellator世界ライト級王者
- ラマザン・クラマゴメドフ - 現Bellator世界ウェルター級王者
- マゴメド・マゴメドケリモフ - PFLウェルター級トーナメント2018・2023王者
- シャミル・ムサエフ - PFLウェルター級トーナメント2024王者
- ガジ・ラバダノフ - PFLライト級トーナメント2024王者
- ティムール・ヒズリエフ - PFLフェザー級トーナメント2024王者
- ウマル・ヌルマゴメドフ
- ザビット・マゴメドシャリポフ
- シャラ・マゴメドフ
- ヴォルク・ハン - リングス1994トーナメント王者、メガバトルトーナメント1996王者

### その他の格闘家
- アルツール・ベテルビエフ - 元WBAスーパー・WBC・IBF・WBO世界ライトヘビー級統一王者
- ムスリム・ガジマゴメドフ - 現WBA世界ブリッジャー級王者
- アルベルト・バティルガジエフ - 元WBA世界スーパーフェザー級暫定王者、2020年東京五輪・男子ボクシングフェザー級金メダリスト
- カビブ・アーラフベルディエフ - 元WBA世界スーパーライト級王者
- マンスール・イサエフ - 2012年ロンドン五輪・柔道73kg級金メダリスト
- タギル・ハイブラエフ - 2012年ロンドン五輪・柔道100kg級金メダリスト
- サギド・ムルタザリエフ - 2000年シドニー五輪・男子フリースタイル97kg級金メダリスト
- シャリフ・シャリホフ - 2012年ロンドン五輪・男子フリースタイル84kg級金メダリスト
- ブバイサ・サイティエフ - 1996年アトランタ五輪・男子フリースタイル74kg級、2004年アテネ五輪・男子フリースタイル74kg級、2008年北京五輪・男子フリースタイル74kg級金メダリスト
- アブドゥルラシド・サドゥラエフ - 2016年リオ五輪・男子フリースタイル86kg級、2021年東京五輪・男子フリースタイル97kg級金メダリスト